# غرويير (جبن)
غرويير (بالفرنسية: Gruyère، بالألمانية: Greyerzer)، هي جبنة سويسرية صفراء صلبة موطنها الأصلي كانتون فريبورغ، كانتون فود، نيوشاتل، كانتون جورا، وبرن في سويسرا. سميت على اسم مدينة غرويريس الواقعة في الغرب السويسري. في عام 2001، تحصلت على شهادة تسميه منشأ المحمية (سويسرا)، وهو مؤشر جغرافي يهدف إلى حماية أصل وجودة المنتوجات غير الكحولية.
تصنف غرويير على أنها من نوع الأجبان السويسرية أو أجبان جبال الآلب، ولها مذاق حلو ولكن مالح قليلا، مع نكهة تختلف كليا عند الوصول إلى مرحلة النضوج أو التعتيق الكامل. كثيرا ما يوصف هذا النوع من الجبن بأنه كريمي وله طعم مكسرات عندما يكون حديث الصنع، ويصبح أكثر قوة، ميالا إلى طعم الأرض، وأكثرا تعقيدا مع نضوجه. مع النضوج الكامل، (من خمسة أشهر إلى عام)، فإنه يكتسب شقوقا صغيرة تعطيه نسيجا مُحَبَّبًا قليلا.

## الإستعمالات
يعتبر جبن غرويير واحدا من أجود أنواع الجبن المتماشية تماما مع الخبز، إذ له طعم مميز ولكن ليس طاغيا أو قويا جدا. في طبق الكيش الفرنسي، يضيف جبن غرويير نكهة مميزة لكن بدون أن تزيد عن المطلوب، أي أن نكهته ومذاقة لا يطغى على باقي مكونات الطبق الأخرى. وهو جبن يذوب بسهولة، يتماشى بشكل خاص مع طبق (فوندو) وأجبان عدة مثل: فاشيرين فريبورجوا، وجبن إيمنتال. ويُستخدم تقليديا أيضا في حساء البصل الفرنسي، وكذلك في طبق كروك موسيو (شطيرة فرنسية تعد بلحم الخنزير والجبن). ويستخدم غرويير أيضا في طبق كوردون بلو بنوعيه (الدجاج ولحم العجل). ويعتبر جبنا راقيا على طاولة الفرنسيين، عندما يكون مبشورا، غالبا ما يستخدم مع السلطات والمعكرونة. يُستخدَم غرويير أيضا مبشورا، «أ توب لو تورين»، وهو نوع من الحساء الفرنسي المصنوع من الثوم يقدم على الخبز المجفف. يعتبر النبيذ الأبيض، مثل ريسلينج، متماشيا جيدا مع غرويير. كذلك فعصير التفاح الفوار وبوك (نوع من البيرة)، يعتبران من مشتقات تلك المشروبات.

## الإنتاج
لصنع جبن غرويير، يتم تسخين الحليب الخام إلى 34 درجة مئوية (93 درجة فهرنهايت) في وعاء من النحاس، ثم يتم تحويله إلى خثارة بإضافة سائل الرينيت. يتم قطع خثارة الحليب إلى قطع بحجم البازلاء وتحريكها، وبذلك يُفصل مصل اللبن. يتم طهي الخثارة عند 43 درجة مئوية (109 درجة فهرنهايت)، وبعدها يتم رفع درجة الحرارة بسرعة لتصل إلى رفع 54 درجة مئوية (129 درجة فهرنهايت).
يتم بعد ذلك تصفية وترشيح مصل اللبن، وتوضع خثارة اللبن في قوالب ليتم الضغط عليها. بعدها يتم نقعها في محلول الأجاج لتمليحها ووضعها في قوالب خاصة حيث تتكاثر البكتيريا، ينضج الجبن لمدة شهرين في درجة حرارة الغرفة، وعموما على الألواح الخشبية، ويتم تحريكه كل بضعة أيام لضمان توزيع متساوٍ للرطوبة. يمكن تعتيق غرويير لمدة 3 إلى 10 أشهر، مع التعتيق الطويل، ينتج جبن ذو طعم قوي.

## في سويسرا
في عام 2001، حصلت شركة غرويير على «تسميه منشأ المحمية (سويسرا)». ومنذ ذلك الحين، يحدد القانون السويسري الإنتاج والتعتيق، ويجب على جميع المنتجين السويسريين أن يتبعوا هذه القواعد.

## حول العالم
تحظى العديد من أنواع الجبن الشبيهة بغرويير بشعبية كبيرة في اليونان، حيث تعرف الأنواع المحلية باسم غرافييرا (باليونانية: γραβιέρα). وتنحدر أصول بعض أنواع غرويير اليونانية من سان ميخاييلس، من جزر سيروس في سيكلاديس، وهي أصناف توجد أساسا في جزيرة ناكسوس، التي تشتهر بكونها ذات طعم متوسط ومعتدل وأكثر حلاوة، وبضعة أصناف أخرى من غرافييراس من جزيرة كريت.
جبن كارس غرويير هو جبن تركي مصنوع من حليب البقر أو مزيج من حليب البقر والماعز. يتم أيضا إنتاج بعض الأنواع الشبيهة بغرويير فيالولايات المتحدة وخاصة في ولاية ويسكونسن. في البوسنة يتم إنتاجه تحت اسم ليفانجيسكي سير (جبن ليفنو).

## الإنضاج
تعتبر مرحلة الإنضاج أو جعل الجبن معتقا، جزءا هاما وأطول جزء من إنتاج جبنة غرويير السويسرية.
وفقا لشهادة التحكم في أصل تسمية المنشأ، يجب أن يكون للأقبية المستعملة لإنضاج غرويير مناخ قريب من مناخ الكهوف الطبيعية. وهذا يعني أن الرطوبة لابد وأن تتراوح بين 94% و98%. إذا كانت الرطوبة أقل، فيمكن للجبن أن يجف. وإذا كانت الرطوبة عالية جدا، فعندها لاينضج ويصبح كريها وذو نسيجي غروي. ينبغي أن تتراوح درجة حرارة الأقبية بين 13 درجة مئوية (55 درجة فهرنهايت) و14 درجة مئوية (57 درجة فهرنهايت). وهذه الحرارة العالية نسبيا مطلوبة للجبن الممتاز الجودة. يتم إنتاج الجبن الأقل جودة في درجات الحرارة التي تتراوح بين 10 درجات مئوية (50 درجة فهرنهايت) و12 درجة مئوية (54 درجة فهرنهايت). كلما قلت درجة الحرارة، كلما قل نضج الجبن، مما يؤدي إلى نسيج أصلب وأكثر تفتتا.

## الأصناف
تمتلك جبنة غرويير السويسرية العديد من الأصناف المختلفة، وأنواع مختلفة من الجبن المعتق، كما تباع أيضا نسخة عضوية من هذا الجبن. هناك مجموعة متنوعة خاصة لا يتم إنتاجها إلا في الصيف في جبال الألب السويسرية.
عموما، يستطيع المرء أن يميز بين الأجبان المعتقة (التي لا يقل عمرها عن 5 أشهر) والأجبان الأقوى، والتي تعرف أيضاً باسم «سيرشوا» (التي لا يقل عمرها عن 10 أشهر). في سويسرا، يمكن العثور على أنواع أخرى، بما في ذلك «مسي سالي» (يعني المتوسط الملوحة) (7-8 أشهر)، و«سالي» (المالح) (9-10 أشهر)، و«فوو» (14 شهراً)، و«هولينغيريفت» (المعتق في الأقبية)، لكن هذه الأصناف لا تعتبر جزءاً من شهادة التحكم في أصل تسمية المنشأ.
يعتبر جبن «برويير» الفرنسي، الذي يتم إنتاجه في منطقة جبال الفوج الفرنسية، صنفا أو نوعا من أنواع غرويير.

## جبن «غرويير برومير كري»
يعتبر جبن «غرويير برومير كري»، صنفا مميزا حيث يتم إنتاجه في منطقة كانتون، فرايبورغ بألمانيا، ويتم إنضاجه وتعتيقه لمدة 14 شهرا في قبو شديد الرطوبة (95٪؜)، وتبلغ حرارته 13.5 درجة مئوية (56.3 فهرنايت).
وهو الجبن الوحيد الذي فاز بلقب أفضل جبن في العالم في جوائز الجبن العالمية أربع مرات: في الأعوام 1992 و2002 و2005 و2015.